# Chiesa di Santa Maria in Vanzo
La chiesa di Santa Maria in Vanzo è un edificio religioso che trae il nome dall'antica contrà del Vanzo (l'attuale via del Seminario) strada su cui si affaccia, a Padova. 
La chiesa, di origine medievale, venne ricostruita nel 1436 con il vicino convento dall'ordine dei Canonici Regolari di San Giorgio in Alga. Nel 1664 venne acquistata con il vicino complesso cenobitico, dal Cardinale Gregorio Barbarigo che e vi insediò il Seminario Maggiore. Tuttora è officiata come cappella vescovile dal clero del seminario. L'edificio è ricco di opere d'arte, tra cui spicca il Trasporto di Gesù al sepolcro di Jacopo da Bassano.